# Леді на один день
Леді на один день (англ. Lady for a Day) — американська кінокомедія режисера Френка Капри 1933 року. У 1961 році Капра зняв ремейк цього фільму в кольорі під назвою «Жменя чудес».

## Сюжет
Фільм розповідає історію старої вуличної торговки на прізвисько Яблучна Енні. Вона живе дуже бідно і заробляє тим, що продає яблука вечорами, один з її постійних клієнтів — це гангстер Дейв «Хлющ», який купує в Енні яблуко перед кожним ризикованим кроком в справах або азартних іграх. Також Енні періодично ходить до готелю Марберрі, де Оскар, один із готельних службовців, продає їй білий папір з гербом закладу. Оскар часом забирає листи, що надходять на адресу готелю — на ім'я І. Вортінгтон Менвілл. На цих аркушах вона пише листи до своєї дочки Луїзи в Іспанію, розповідаючи про себе як про багату світську даму. На наступний ранок Енні вирушила до готелю, щоб забрати лист від дочки, але Оскара звільнили за порушення посадових інструкцій, тоді Енні біжить до портьє і благає віддати їй цей лист, який вже збиралися відіслати назад відправнику. Однак Енні встигає заволодіти листом — у ньому Луїза повідомляє, що планує приїхати в Нью-Йорк зі своїм нареченим Карлосом і майбутнім свекром — графом Ромеро — для того, щоб познайомитися перед весіллям.
Яблучна Енні впадає у відчай від страху, що її обман розкриється, і замикається у себе вдома. В цей час Дейв «Хлющ» готується укласти важливу угоду і тому бажає купити яблуко. Він знайшов Енні у неї вдома, купив яблуко і попутно дізнався про її проблеми. З почуття зобов'язання Дейв вирішив влаштувати гідну зустріч Енні з дочкою. Він займає номер в готелі Марберрі у свого друга Родні Кента, який на той час був у місті відсутній. Співачка Міссурі Мартін разом зі своєю гримерною групою приводять зовнішній вигляд Енні в належний вигляд. На роль містера Менвілла, вітчима Луїзи, беруть суддю Генрі Блейка, який заробляє собі на життя грою в більярд.
Після зустрічі корабля з Європи гангстери із банди Хлюща змушені обмежити свободу трьох репортерів, які цікавилися приїздом графа Ромера. За розслідування цих зникнень серйозно взялася поліція. Через це мало не зірвалося приймання на честь весілля Луїзи й Карлоса. Річ у тому, що всі імениті гості, якими прикидалися численні знайомі «Хлюща» Дейва, були оточені поліцією і не могли потрапити на прийняття вчасно. Дейв приїхав у відділок і звернувся до начальника поліції з проханням зняти стеження. Начальник поліції запросив інструкції від мера, і вийшло так, що мер та всі його гості, в тому числі губернатор, поїхали на прийняття до Яблучної Енні.

## У ролях
- Воррен Вільям — Дейв «Хлющ»
- Мей Робсон — Яблучна Енні / І. Вортінгтон Менвілл
- Гай Кіббі — суддя Генрі Блейк
- Гленда Фаррелл — Міссурі Мартін
- Нед Спаркс — Хеппі
- Волтер Конноллі — граф Ромеро
- Джин Паркер — Луїза
- Нат Пендлтон — Шекспір
- Беррі Нортон — Карлос
- Хелліуелл Хоббс — портьє
- Гобарт Босворт — губернатор
- Роберт Емметт О'Коннор — інспектор

## Номінації
У 1934 році фільм був представлений на премію «Оскар» у чотирьох номінаціях:
- Найкращий фільм
- Найкраща режисура
- Найкраща жіноча роль
- Найкращий сценарій